# Peristylen

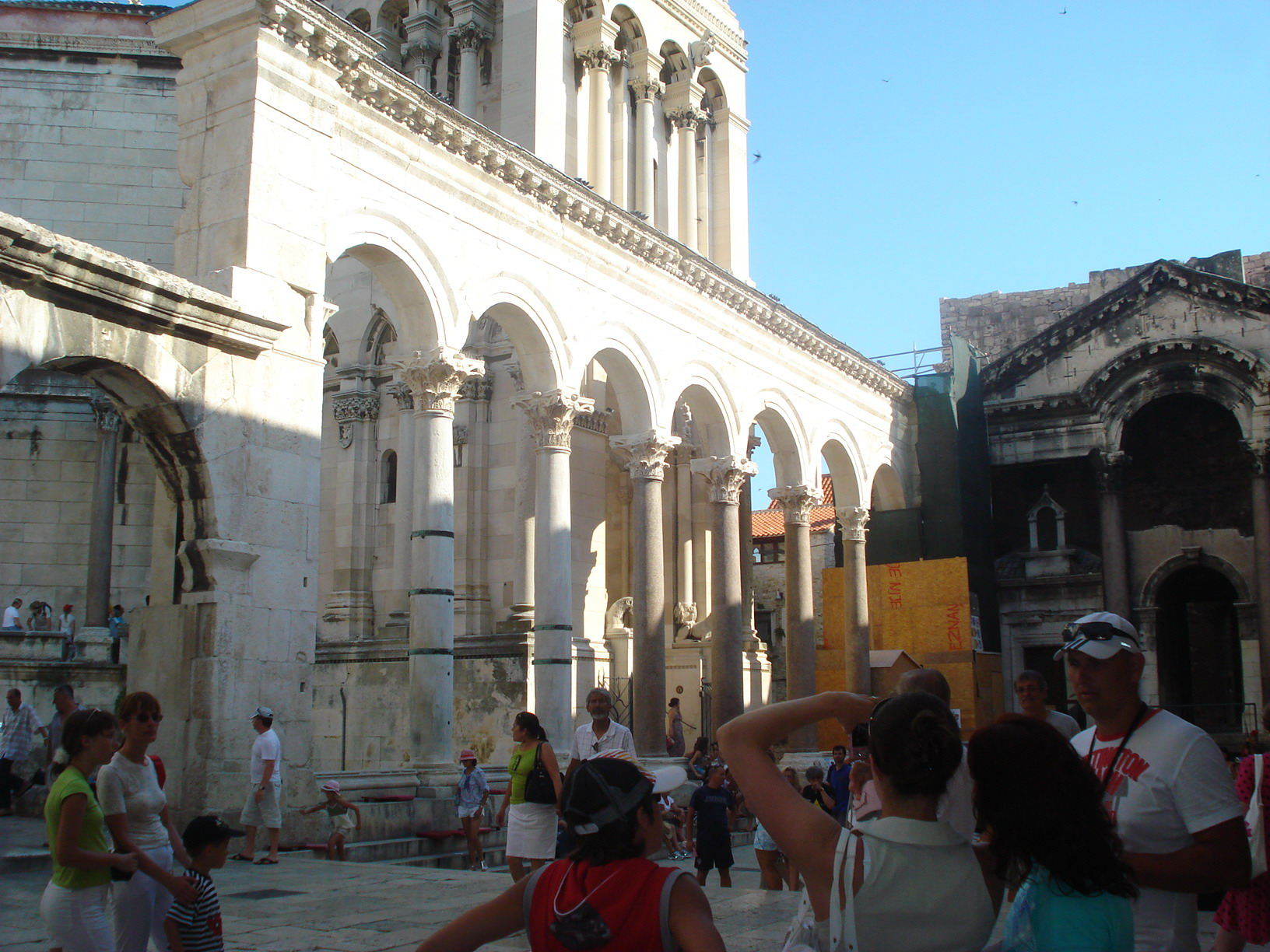
Peristylen och huvudingången till Sankt Domnius katedral, tidigare Diocletianus mausoleum.

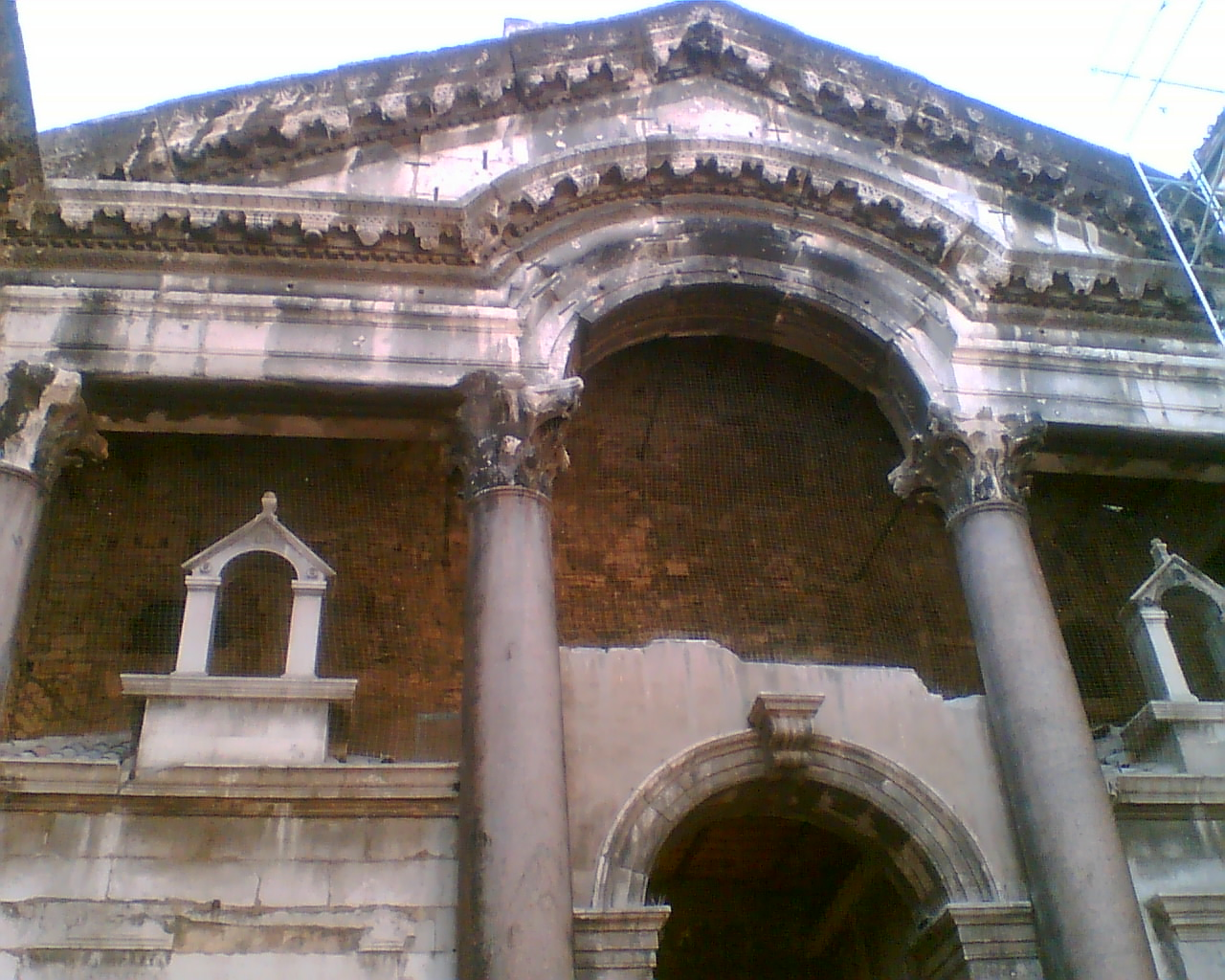
Detaljbild av den syriska gaveln.

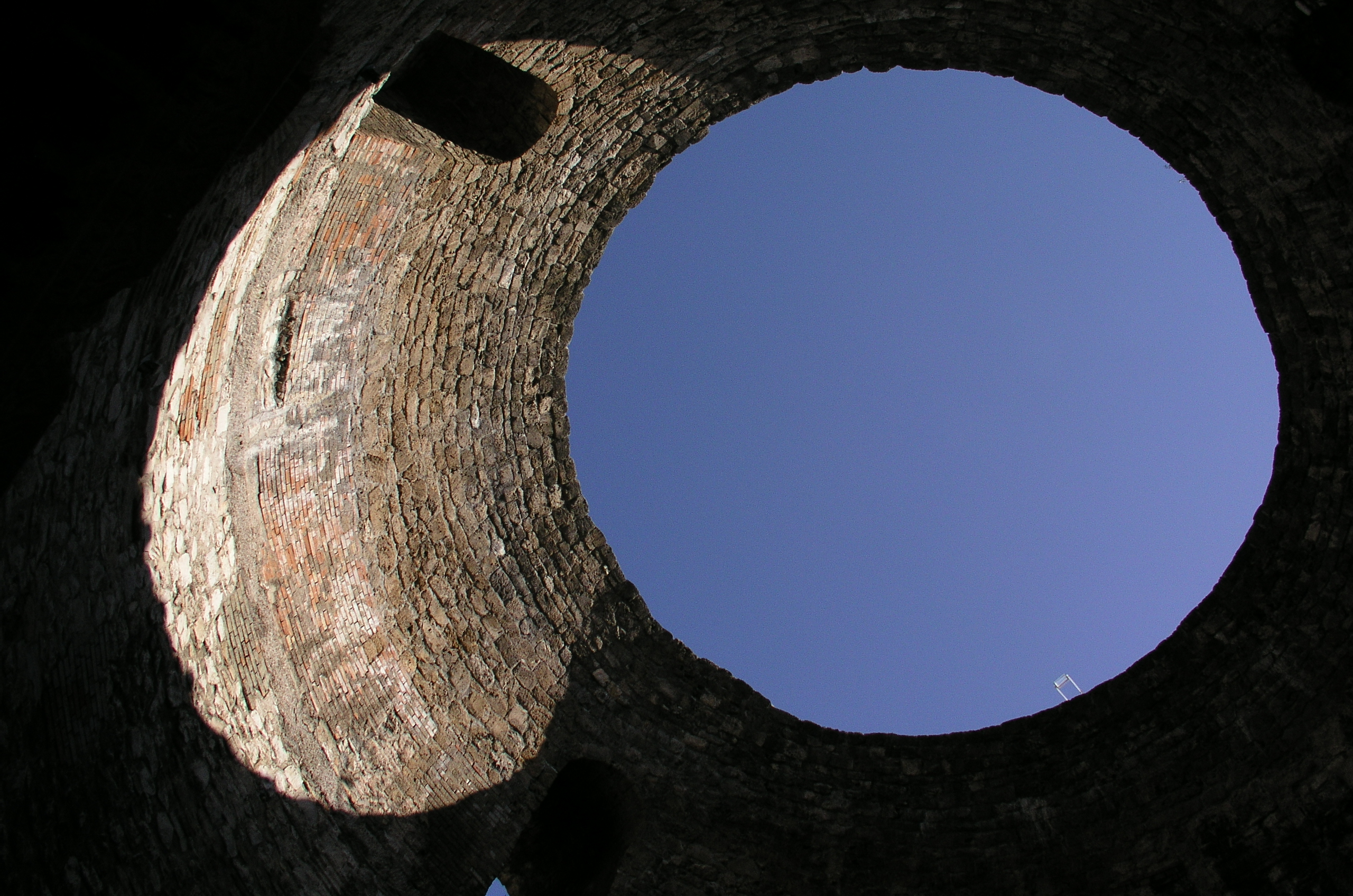
Kejsarens vestibul – utsikt mot öppning i taket.

Peristylen (kroatiska: Peristil) är ett torg i Split i Kroatien. Torget är beläget vid huvudingången till Sankt Domnius katedral i Diocletianus palats och är en av stadens sevärdheter. Torget kallas Peristylen eftersom platsen utgjorde det romerska palatsets peristyl.

## Historia
Under romartiden var det monumentala torget en viktig plats. Peristylen var palatsets centrala torg och här fanns den norra ingången till kejsarens privata delar. Torget gav även tillgång till Diocletianus-palatsets källare, Diocletianus mausoleum i öster (numera Sankt Domnius katedral) och till tre tempel varav ett, Jupiters tempel (numera Johannes dopkapell), är bevarat.

## Arkitektur
Innegården kantas på två sidor av kolonnader. Kolonnerna vilar på höga socklar och deras korintiska kapitäl är väl utarbetade. Det forna mausoleet, nu en del av katedralen, har en oktogonal form och är omringad av 24 kolonner. Vid torget finns en sfinx från 1500-talet f.Kr. som är en av dussintalet sfinxer som kejsaren lät föra från Luxor i Egypten till sitt palats.

### Fotnoter
1. 1 2  Croatia-split.com Arkiverad 3 oktober 2013 hämtat från the Wayback Machine. (engelska)
2. ↑  Unesco.org (engelska)